# Coelioxys calabarensis
Coelioxys calabarensis är en biart som beskrevs av Pasteels 1968. Coelioxys calabarensis ingår i släktet kägelbin, och familjen buksamlarbin. Inga underarter finns listade i Catalogue of Life.